# Berings sund

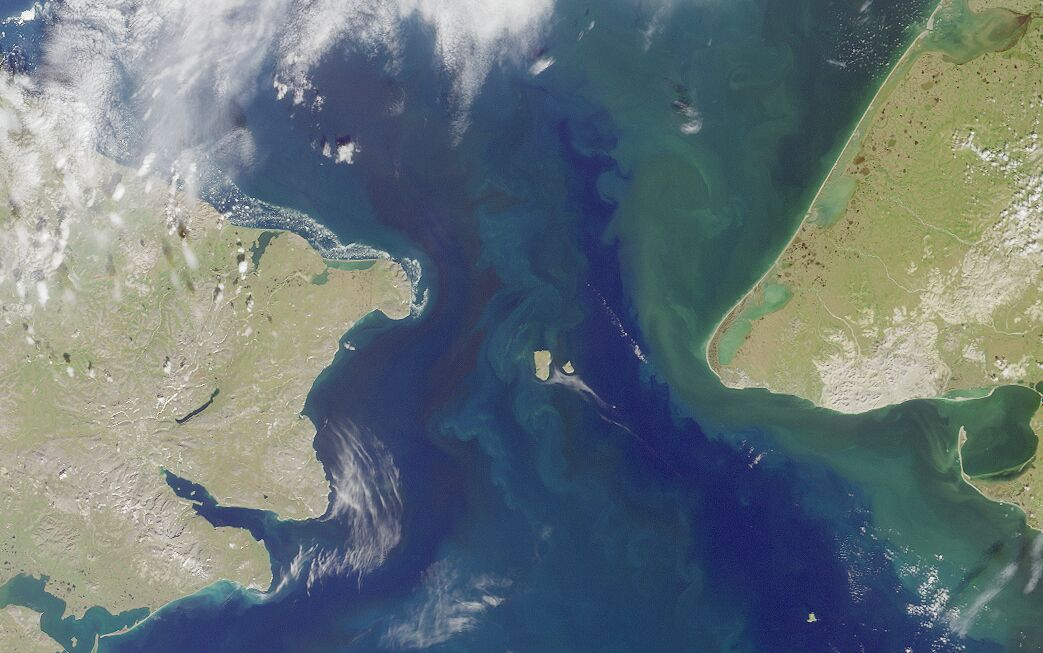
Satellitbild över Berings sund. (NASA)

Berings sund ligger mellan den östligaste punkten av kontinenten Asien och den västligaste punkten av kontinenten Nordamerika och förbinder Norra ishavet med Stilla havet (närmare bestämt Berings hav). Sundet är endast 83 km brett på sitt smalaste ställe och 30 till 50 meter djupt. Uddarna heter på den ryska sidan Kap Dezjnjov och på den amerikanska Kap Prince of Wales. Mitt i sundet ligger de två Diomedeöarna och statsgränsen går mellan dem.

## Historia
Under nedisningar i forntiden var sundet tidvis torrlagt, kallat Beringia, och tjänade som en korridor och främsta invandringsväg för många djur samt för människan till Nordamerika. Den första bevisade genomseglingen av sundet gjordes redan 1648 av ryske Semjon Dezjnjov  vilket dock föll i glömska och Berings sund fick sitt namn efter Vitus Bering, en dansk-rysk upptäcktsresande, som år 1728 seglade genom sundet.

## Kommunikation
Det har funnits idéer om en bro över Berings sund, men inga kända planer på en realisering av ett sådant projekt finns för tillfället.
Däremot finns långt framskridna planer för en tunnel under sundet, som skulle möjliggöra interkontinentala resor med höghastighetståg mellan Asien och Amerika. Den skulle bara bli dubbelt så lång som den sedan länge existerande tunneln under Engelska kanalen, men det behöver också byggas långa sträckor järnväg genom ödemark.
Det finns ingen färjelinje över sundet och inga planer på det de närmaste åren. Det finns inte ens någon väg till sundet från huvudvägnätet, inte från någondera sidan.
Flyg är enklaste sättet att ta sig fram i regionen. Enda flyglinjen som korsar sundet är Petropavlovsk-Kamtjatskij–Anchorage. Dessutom finns enstaka charterflygningar på sommaren över sundet, och några turer med kryssningsfartyg. Dessa har startat efter det att den mycket rike ryssen Roman Abramovitj (som fram till 2022 ägde fotbollslaget Chelsea FC) år 2001 valdes till guvernör i den ryska Berings sundsregionen, Tjuktjien. Förr existerade inte kontakter över sundet, på grund av områdets militära känslighet.